# Benizuri-e
Els benizuri-e (紅刷絵, lit. "estampes carmesí") són un tipus de "primitives" xilografies de l'estil ukiyo-e japonès. Normalment estaven impreses en rosa (beni) i verd, de vegades amb l'addició d'un altre color, ja fos imprès o afegit a mà. La producció de benizuri-e va assolir el seu cim a principis dels anys 1740. Torii Kiyohiro, Torii Kiyomitsu I, Torii Kiyonobu I, Okumura Masanobu, Nishimura Shigenaga, i Ishikawa Toyonobu són els artistes més estretament associats amb els benizuri-e.

## Galeria de benizuri-e

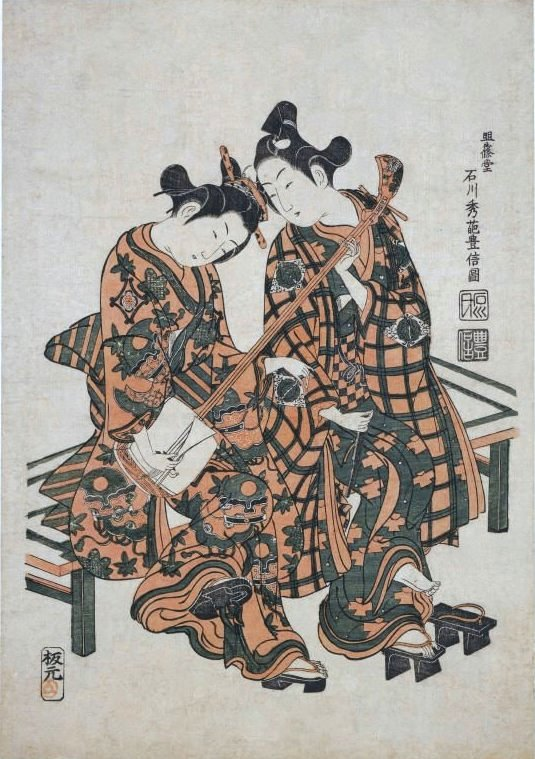
Xilografia d'Ishikawa Toyonobu dels actors kabuki Onoe Kikugoro I i Nakamura Kiyosaburo fent de jove parella asseguda tocant un shamisen signada 'Meijōdō Ishikawa Shūha Toyonobu zu', 1750-1758
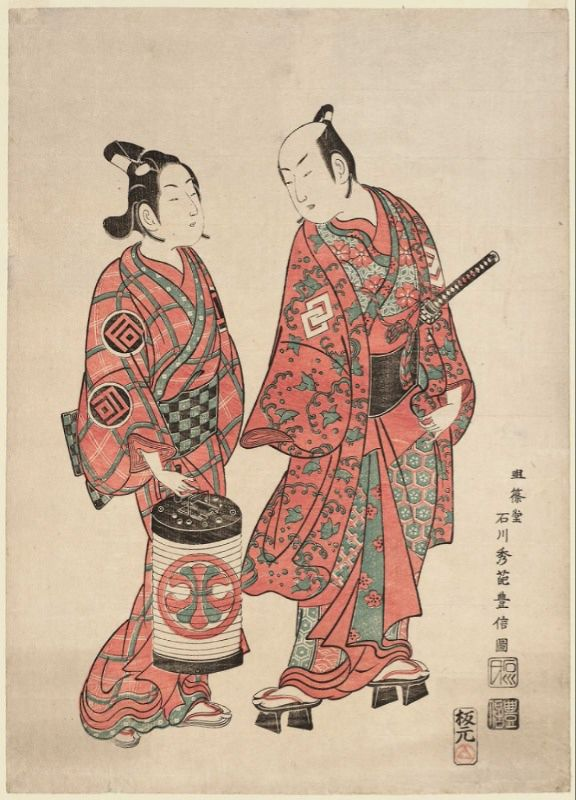
Xilografia d'Ishikawa Toyonobu dels actors kabuki Nakamura Shichisaburō II i Sanogawa Ichimatsu, signada 'Meijōdō Ishikawa Shūha Toyonobu zu', dècada de 1740
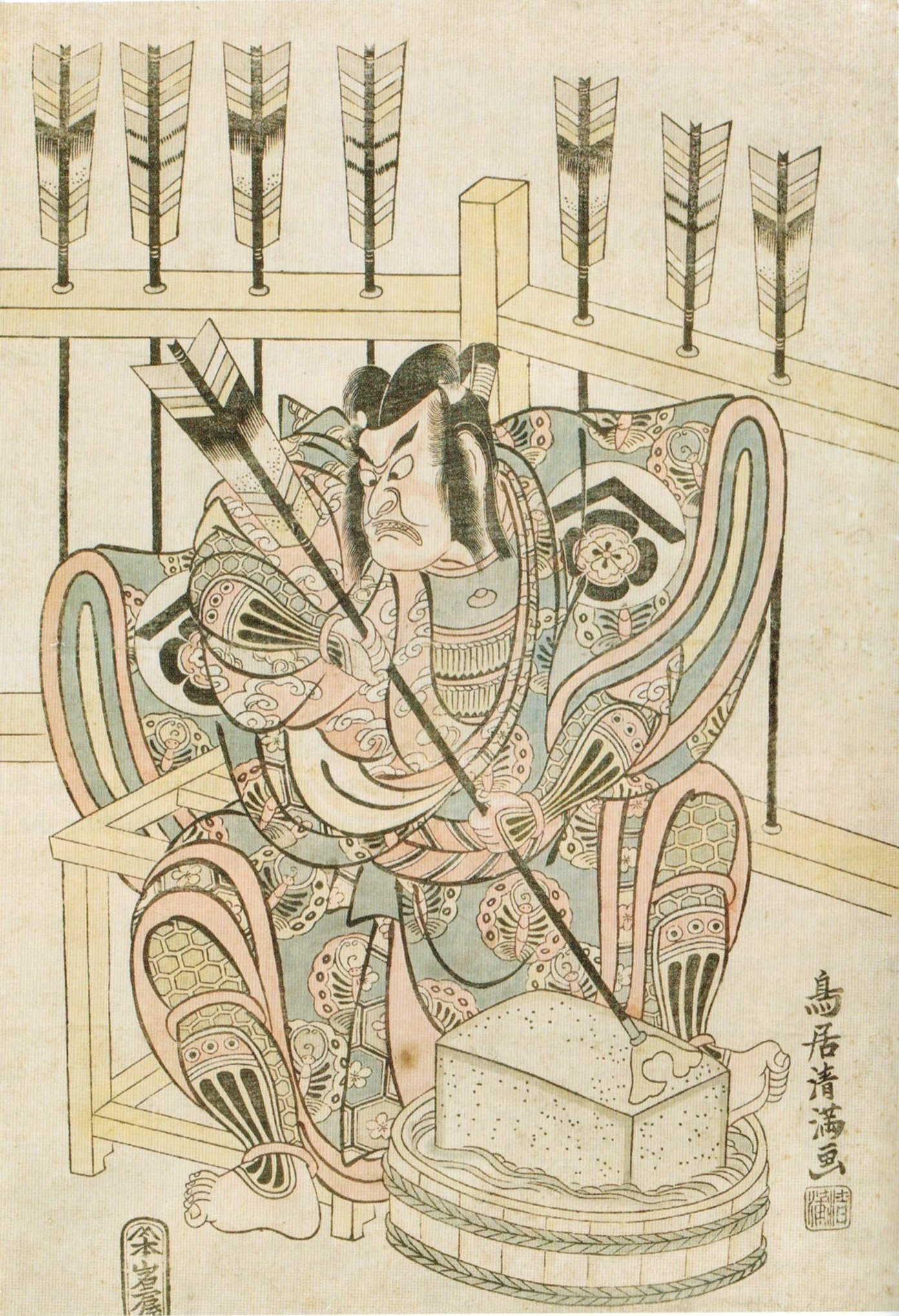
L'actor Ichikawa Ebizō II com a Yanone Gorō a l'obra kabuki Koizome Sumidagawa, xilografia de Torii Kiyomitsu I, Acadèmia de les Arts d'Honolulu